# Adam Schneider
Adam Schneider (* 10. Juli 1860 in Worms; † 28. Oktober 1931 in Freiburg i. B.) war ein deutscher Bibliothekar.

## Leben
Schneider besuchte das Gymnasium in Worms und studierte ab 1879 neue Sprachen und Literaturen sowie Geschichte in Heidelberg, Gießen, Würzburg, Jena, Straßburg und Freiburg i.Br. Seit 1880 gehörte er der Burschenschaft Alemannia Gießen an. In Freiburg wurde er 1887 zum Dr. phil. promoviert, bevor er in Straßburg das Staatsexamen für den höheren Schuldienst ablegte. Er arbeitete an mehreren Bibliotheken, bevor er 1890 in der damaligen Kaiserlichen Universitäts- und Landesbibliothek Straßburg Volontär wurde. Er brachte es hier bis zum Oberbibliothekar und leitete verschiedene Abteilungen. 1913 wurde ihm der Professorentitel verliehen. Im Ersten Weltkrieg leistete er Kriegsdienst und war in der freiwilligen Krankenpflege tätig. Im Dezember 1918 wurde er aus Straßburg ausgewiesen, anschließend war er in verschiedenen Organisationen zur Fürsorge der vertriebenen Elsass-Lothringer tätig. 1925 wurde er pensioniert.

## Veröffentlichungen (Auswahl)
- Die spanischen Vorlagen der deutschen theologischen Litteratur des 17. Jahrhunderts, Freiburg 1898 (Freiburg Univ. Diss., 1897).
- Spaniens Anteil an der deutschen Literatur des 16. und 17. Jahrhunderts, Straßburg: Schlesier & Schweikhardt 1898.
- Geschichte der Familie Widt. Ein Beitrag zur Stammesgeschichte der Freiherrn Heyl zu Herrnsheim. Die elsässische Zeit, Straßburg: Heitz 1916.